# 松葉川村
松葉川村（まつばかわむら）は、高知県高岡郡にあった村。現在の四万十町の北東部、四万十川の上流域にあたる。

## 地理
- 山岳：枝折山、扇山、鈴が森
- 河川：四万十川

## 歴史
- 1889年（明治22年）4月1日 - 町村制の施行により、七里村・勝賀野村・川ノ内村・北ノ川村・市生原村・壱斗俵村・中津川村・米奥村・作屋村の区域をもって発足。勝加野村のうち中村が大字中村、秋丸村・三ツ又村のうち日野地村が大字日野地となる。
- 1955年（昭和30年）1月5日 - 窪川町・東又村・興津村・仁井田村と合併し、改めて窪川町が発足。同日松葉川村廃止。本村の大字のうち、秋丸は旧窪川町にも同名の大字が在ったため、上秋丸と改称。